# Attentat du 3 août 2021 à Kaboul
L'attentat du 3 août 2021 à Kaboul est un attentat survenu le 3 août 2021 lorsque 13 personnes ont été tuées dans une attaque des talibans à Kaboul, en Afghanistan.

## Attentat
Dans la soirée du 3 août 2021, un kamikaze taliban et des hommes armés ont attaqué le quartier de Sherpur, à Kaboul, en Afghanistan. Trois hommes ont ouvert le feu sur l'équipe de sécurité d'un député après qu'un autre homme ait fait exploser une voiture devant sa maison, voisine de celle du ministre de la défense Bismillah Khan Mohammadi (en). La fusillade a duré presque cinq heures.

## Bilan
Treize personnes ont été tuées dans le bombardement et la fusillade, dont cinq assaillants. Vingt autres personnes ont été blessées.